# 阿德南·哈马德
阿德南·哈马德（Adnan Hamad，1961年2月1日—），伊拉克著名足球教练，曾带领伊拉克国家奥林匹克队在2004年夏季奥林匹克运动会上杀入四强。
阿德南1975年开始足球生涯，场上位置前锋，曾效力于数家伊拉克国内球队。1984年入选伊拉克国家足球队，代表伊拉克队出场超过20次。1994年退役。退役后，阿德南成为一名教练员，曾赴欧洲学习，后前往阿联酋执教当地俱乐部。2000年，阿德南首次成为伊拉克队主教练，但不久即去职，后又曾多次出任伊拉克队主教练。